# Anne Etchegoyen
Pour les articles homonymes, voir Etchegoyen.
Anne Etchegoyen (Ane Etxegoien, en basque), née en 1980 à Saint-Palais, en Basse-Navarre (Pyrénées-Atlantiques), est une auteure-compositrice-interprète basque.
Anne Etchegoyen chante en basque, français, espagnol et gascon. Elle a publié plusieurs albums, en solo, ou en collaboration avec des chœurs d’hommes. Sa notoriété a fortement augmenté après un enregistrement en 2012 dans une série documentaire à la télévision, Le Chœur du village.

## Biographie
Anne Etchegoyen est née en 1980 à Saint-Palais, dans le Pays basque septentrional. À l'âge de huit ans, elle rejoint une chorale locale à Saint-Palais. Peu de temps après, elle étudie à l'école de musique de Bayonne puis de Bordeaux. Après des concours de chant basque, des concerts et une participation à une comédie musicale basque, elle effectue une tournée avec un chœur bien connu d’hommes basques, Oldarra. En 2003, elle est choisie pour chanter La Marseillaise, l'hymne national français, lors de la cérémonie d'ouverture des championnats d'athlétisme au Stade de France,.
Attachée à ses origines, elle décide de poursuivre son exploration de ce patrimoine vivace de la culture basque, le chant, chant choral mixte ou chant individuel. En 2005, elle participe à la production d’un album, avec le chœur Aizkoa, consacré aux chansons basques de Noël. En 2008 et 2010, elle produit deux albums solos. Son passage dans une série documentaire, le 6e épisode du Chœur du village enregistrée en 2012 par France 3, chantant avec divers groupes, contribue à la faire connaître davantage au-delà de la région Sud-Ouest.
Son album de 2013, Les Voix basques, à nouveau avec le chœur Aizkoa, devient disque d'or en France. Un deuxième album, Les Voix basques Berriz, est produit l'année suivante, en 2014. Anne Etchegoyen passe dans plusieurs émissions de télévision, dont Vivement dimanche et enchaîne par une tournée dans plusieurs pays, dont l'Argentine, les États-Unis, l’Angleterre, l’Irlande et l'Espagne.
Elle apparaît également en 2018 dans un épisode de l'émission Échappées belles dédié au Chemin de Compostelle où on peut l'entendre chanter, notamment à l'abbaye de Roncevaux.

## Discographie

### Albums
- Les voix célestes du Pays basque chantent Noël (2005)
- Pachamama (2008)
- Adelante (2010)
- Les Voix basques (2013) (disque d'or) (avec le chœur Aizkoa)
- Les Voix basques Berriz (2014)
- Corsu Mezzu Mezzu ("Quand je reviens ici") (2015) (avec le groupe Arapà)
- Compostelle - Du Pays basque à Saint-Jacques (2017)
- Emazte (2020)

### Singles
- Anne Etchegoyen, Itziar Ituño : "No es No" (2020)

## Classements
| Année | Album                                                           | Peak positions |
| Année | Album                                                           | FR             |
| ----- | --------------------------------------------------------------- | -------------- |
| 2005  | Les voix célestes du Pays basque chantent Noël                  |                |
| 2013  | Les voix basques (avec le chœur Aizkoa)                         | 11             |
| 2014  | Les voix basques Berriz                                         | 48             |
| 2015  | Corsu Mezzu Mezzu "Quand je reviens ici" (avec le groupe Arapà) |                |
| 2017  | Compostelle - Du pays basque à Saint-Jacques                    | 67             |